# 슈인센

주인선(일본어: 朱印船 슈인센[*])은 16세기에서 17세기에서 일본의 지배자에게 해외무역허가증인 주인상을 얻고 해외교역에 임했던 상선들이다. 주인선을 이용한 무역선(線)은 남쪽으로 인도네시아에 이르렀다.

## 같이 보기
- 남만무역
- 정크 (선박)